# Elephants Dream
Elephants Dream este un scurt-metraj, generat pe computer, ce a fost produs folosind, printre altele, suita 3D gratuită, Blender. El a avut premiera pe 24 Martie 2006, după aproape 8 luni de muncă. Începând din Septembrie 2005, a fost dezvoltat sub numele de Orange (portocaliu) de o echipă de șapte artiști si animatori din lume. Mai târziu a fost numit Machina și apoi Elephants Dream după modul brusc în care se terminau poveștile pentru copii olandeze.

## Vedere de ansamblu
Filmul a fost pentru prima oară anunțat în Mai 2005 de Ton Roosendaal, președintele Fundației Blender și dezvoltator principal al programului Blender. Programul de modelare 3D, animare și randare a fost software-ul principal care a fost folosit pentru crearea filmului. Proiectul a fost creat în comun de Fundația Blender și institutul Media Art din Olanda. Fundația a adunat o mare parte din bani din comenzile pentru DVD-uri. Tuturor celor care au comandat DVD-ul înainte de 1 Septembrie, le-au fost scrise numele în creditele filmului. Computerele folosite pentru procesarea și randarea filmului au fost donate de BSU Xseed Arhivat în 17 februarie 2007, la Wayback Machine., a 2.1 TFLOPS Apple Xserve G5-based supercomputing cluster at Bowie State University . Randarea a durat 125 de zile, fiecare frame consumând până la 2.8 GB de memorie . Filmul complet are 10 minute și 54 de secunde, incluzând 1 minut și 28 de secunde pentru credite. 

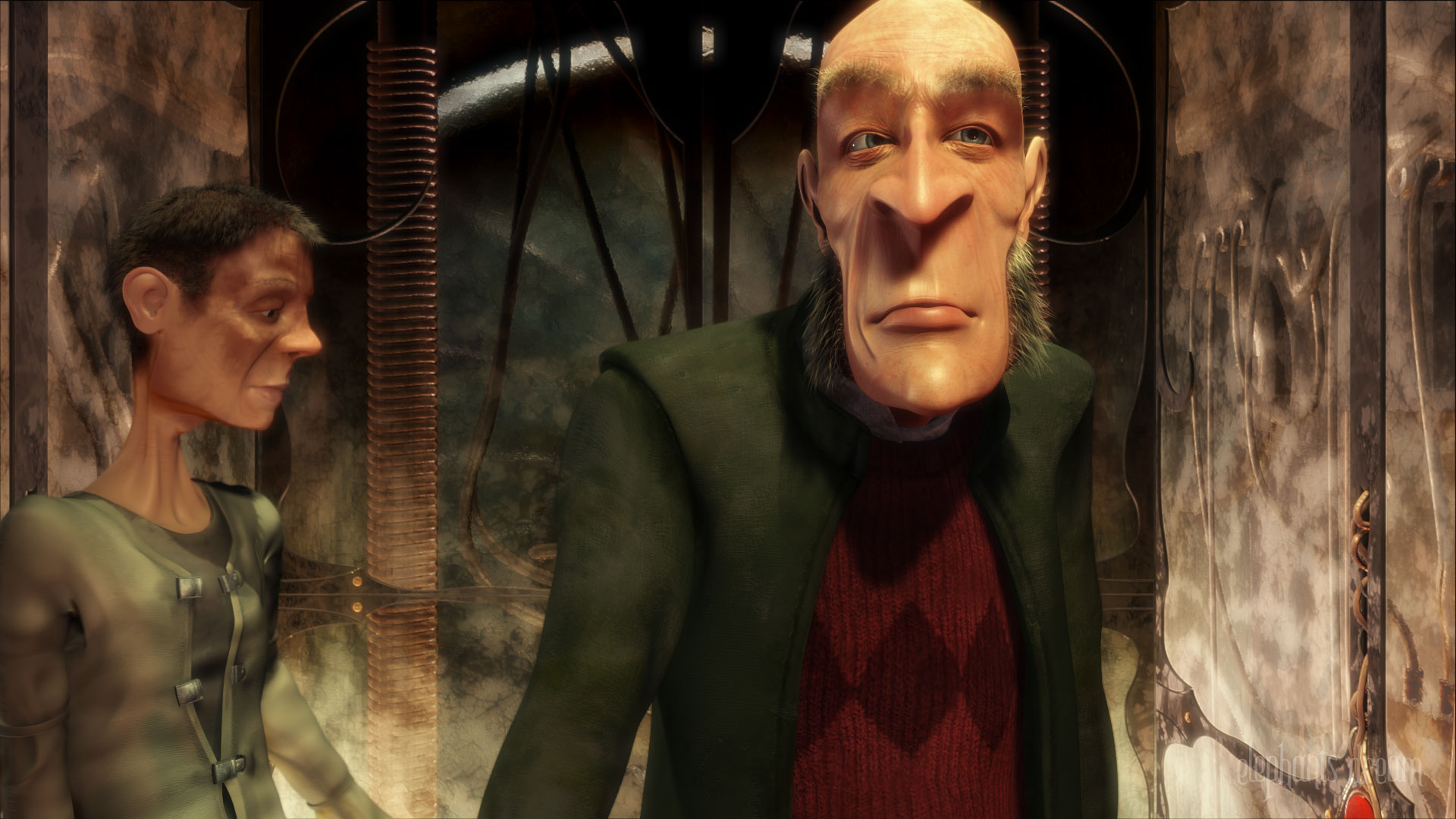
Frame al filmului arătând cele două personaje principale, Emo şi Proog.

Rolul filmului a fost demonstrarea capabilităților programelor open source, în producerea de filme de înaltă calitate.
În timpul creării filmului, au fost adăugate câteva funcții noi cum ar fi compozitorul de node-uri, randarea părului și a blănii , un sistem de animație rescris și multe alte opțiuni pentru ușurarea fluxului de lucru.
Conținutul filmului a fost lansat sub Attribution license Creative Commons - , pentru ca oricine să-l poată folosi și modifica (precizând autorii). Set-ul DVD include versiuni NTSC și PAL ale filmului pe discuri diferite, o versiune HD și toate fișierele folosite la producerea filmului.

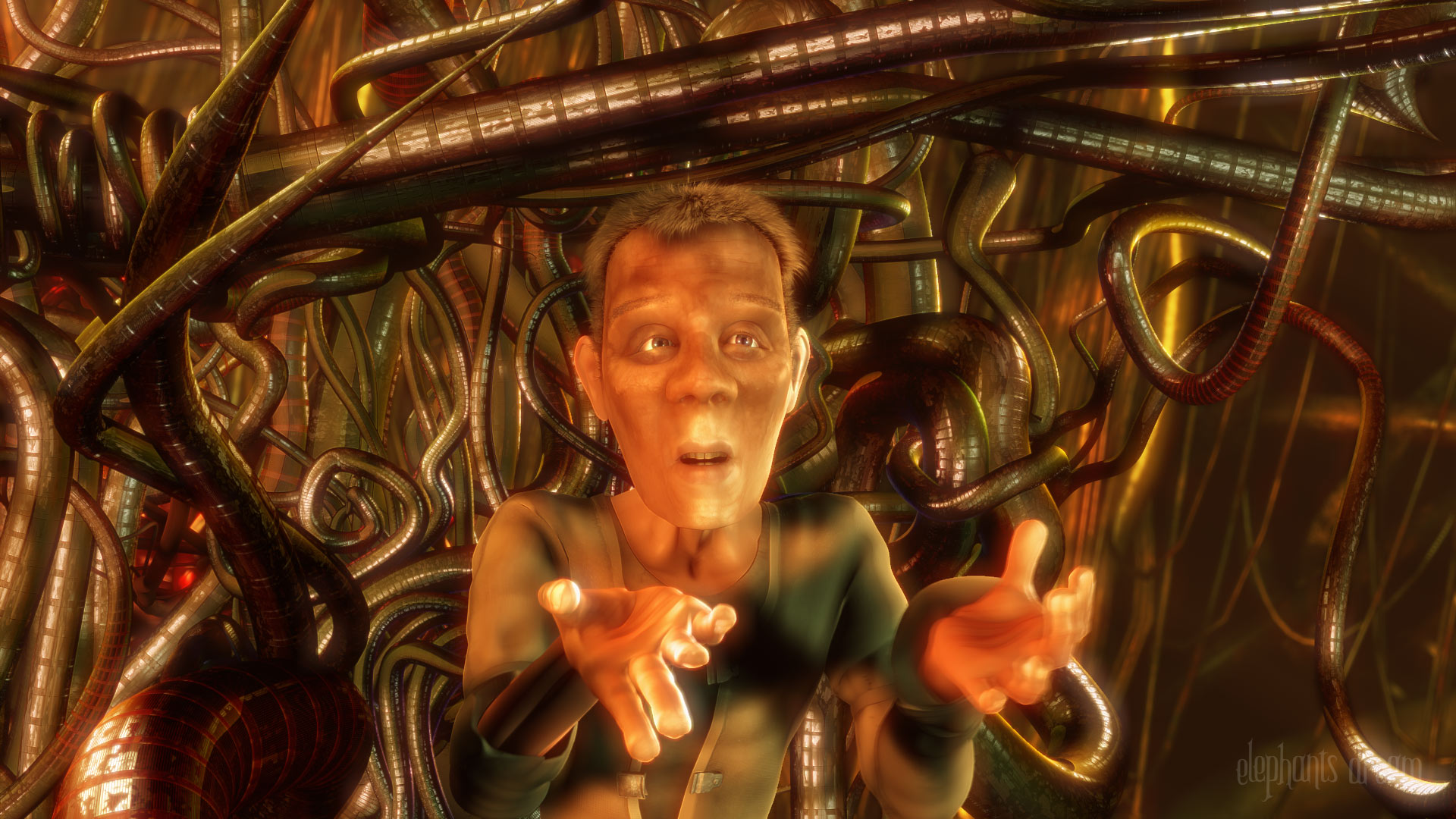
Imagine din film.

Filmul a fost lansat și pentru download direct prin protocolul BitTorrent pe site-ul oficial al Proiectului Oranje pe 18 mai 2006 împreună cu toate fișierele necesare producției filmului.

## Plot și explicații
Filmul a fost creat în mare parte ca un experiment, decât pentru a transmite o anumită poveste și de aceea are o atmosferă ireală. Există două personaje, Proog (cel bătrân și experimentat) și Emo (cel tânăr și nerăbdător) trăind într-o construcție miraculoasă numită Machine; Proog încearcă sa-l introducă pe Emo "mașinii", dar aceasta nu este încântată. Inițial, creatorii au intenționat să arate abstractitatea unui computer.
Mesajul principal al filmului nu este ușor de observat datorită naturii abstracte a filmului, din această cauză unele persoane l-au criticat, considerându-l ca fără rost și aleatoriu, meritând atenția unui demo. Alte persoane au diferite interpretări pentru întelesul filmului. De exemplu, acest comentariu,descrie ideea că Proog reprezintă partea logică a creierului, în timp ce Emo este partea creativă. Proog nu poate înțelege distracția nepredictibilă în lumea lui atât de logică și izolată, de aceea încearcă sa-l domine pe Emo și în cele din urmă îl atacă. O altă teorie este conectată cu teoria evoluției, cu Proog și Machine reprezentând viața multicelulară și ADN-ul, în timp ce Emo reprezintă o singură mitocondrie ce nu poate aspira la complexitatea Machinei. 
Bassam Kurdali, regizorul filmului Elephants Dream, a explicat acțiunea filmului spunând  :

"Această poveste e foarte simplă - nici nu sunt sigur dacă o putem numi o poveste - este despre cum oamenii creează idei/povești/ficțiuni/realități sociale și le comunică sau le impun altora. Așa a creat Proog (în mintea lui) conceptul unui loc (unei mașini) sferic(e) pe care încearcă să i-o "arate" lui Emo. Când Emo respinge această idee, Proog devine disperat și-l lovește. Este o adevărată parabolă de relații umane - poți substitui multe idei (banii, religia, proprietățile) cu mașina lui Proog - povestea nu susține că crearea ideilor este un lucru rău, ci doar insinuează că este mai bine să îți împărtășești ideile cu alții decât să le impui cu forța. Există multe indicii în film despre acest fapt - multe lucruri mici au un înțeles special - dar nu am încercat să le impunem pentru că vrem ca oamenii să aibă propria lor idee despre poveste și să-și creeze propria lor versiune a filmului. În acest fel (și altele) legăm povestea filmului cu ideea de film open source."

Titlul Elephants Dream este, de asemenea, ambiguu. Titlul original a fost Machina dar a fost respins din cauza greutății pronunțării. Un motiv al folosirii titlului, privind povestea, este conceptul unui Elephant in the room, referindu-se la faptul că lumea prețioasă a lui Proog există doar pentru el.

## Voci
- Tygo Gernandt - Proog
- Cas Jansen - Emo

## Echipa
- Ton Roosendaal - Producător
- Bassam Kurdali - Director de animație
- Andy Goralczyk - Director de artă
- Matt Ebb - Artist
- Bastian Salmela - Artist
- Lee Salvemini - Artist
- Toni Alatalo - Director tehnic
- Jan Morgenstern - Compozitor

## Unelte și programe folosite
Blender a fost programul principal folosit pentru a crea animația 3D a filmului. Au fost folosite și alte programe pentru pre și post producție, manager de fișiere, colaborare și scriptare. Ubuntu cu KDE și GNOME desktop environment a fost folosit pe workstations .
| - Blender - DrQueue - Inkscape - Python - Seashore - Twisted - Verse | - CinePaint - GIMP - OpenEXR - Reaktor (Proprietary) - Subversion - Ubuntu (GNOME și KDE desktop) |

## Adrese externe
- Pagina oficială Arhivat în 21 septembrie 2014, la Wayback Machine.
- Elephants Dream la Internet Movie Database
- Elephants Dream - recenzie și interpretare Arhivat în 23 septembrie 2008, la Wayback Machine.
- Blender's Open Movie Project - Slashdot (25th May, 2005)
- Lansarea Web a filmului open-source Elephants Dream - Slashdot (19 Mai, 2006)
- Project Background information - BlenderNation (18 Mai, 2006)
- The Making of Elephants Dream documentary for preview and download Arhivat în 19 decembrie 2008, la Wayback Machine.
- Elephants Dream la A Place In Between[nefuncțională]